# Escopinya de gallet
L'escopinya de gallet (Cerastoderma glaucum) és una espècie de mol·lusc bivalve de la família Cardiidae.

## Descripció
Closca de color blanc grogós, de vegades marró clar, corbada, part interna de color blanc lletós. Fa fins a 4 cm de llargada. La petxina és asimètrica i té costelles radials i estries de creixement molt marcades. La vora de la petxina té osques. De color groc o blanc brut. Té una grandària mitjana d'uns 3,5 cm. Aconsegueix l'edat de maduració 1,2 mm. Viu 
És consumida molt habitualment com aperitiu. Té un alt contingut en ferro i altres minerals.

## Hàbitat i distribució
Típica d'aigües poc profundes en fons sorrencs de l'oceà Atlàntic, des de les illes Britàniques al Marroc i mar Mediterrani. Viuen enterrats en el fang o la sorra, en aigua salabrosa i salina. La grossària minva quan la salinitat augmenta.

## Espècies afins
S'assembla molt al catxel (Cerastoderma edule), tot i tenir una coloració més fosca i una silueta més angulosa i menys allargada.